# Kval
Kval er en dansk computeranimeret tegnefilm fra 1993 med instruktion og manuskript af Gunnar Wille.

## Handling
En lille figur er på rejse gennem livet. I et antydende og eksperimenterende billedsprog gennemspiller figuren forskellige arketypiske roller - som stjerne, som vandbærer, som holdspiller - og formår til sidst at samle sine erfaringer til en helhed af eksistentielle valgmuligheder.